# Кирбер
Кирбер (фр. Kirrberg) — коммуна на северо-востоке Франции в регионе Гранд-Эст (бывший Эльзас — Шампань — Арденны — Лотарингия), департамент Нижний Рейн, округ Саверн, кантон Ингвиллер. До марта 2015 года коммуна административно входила в состав упразднённого кантона Дрюлинген (округ Саверн).
Площадь коммуны — 6,35 км², население — 171 человек (2006) с тенденцией к росту: 182 человека (2013), плотность населения — 28,7 чел/км².

## Население
Население коммуны в 2011 году составляло 180 человек, в 2012 году — 181 человек, а в 2013-м — 182 человека.
| 1962 | 1968 | 1975 | 1982 | 1990 | 1999 | 2006 | 2008 | 2011 | 2012 | 2013 |
| ---- | ---- | ---- | ---- | ---- | ---- | ---- | ---- | ---- | ---- | ---- |
| 198  | 197  | 179  | 168  | 166  | 151  | 171  | 177  | 180  | 181  | 182  |

Динамика населения:

## Экономика
В 2010 году из 119 человек трудоспособного возраста (от 15 до 64 лет) 85 были экономически активными, 34 — неактивными (показатель активности 71,4 %, в 1999 году — 70,4 %). Из 85 активных трудоспособных жителей работали 79 человек (48 мужчин и 31 женщина), 6 числились безработными (двое мужчин и 4 женщины). Среди 34 трудоспособных неактивных граждан 3 были учениками либо студентами, 15 — пенсионерами, а ещё 16 — были неактивны в силу других причин.